# Carl Fletcher
Carl Tadeus Fletcher (Plymouth, 26 dicembre 1971) è un ex calciatore canadese, difensore.

## Palmarès

### Club

#### Competizioni nazionali
- United Soccer Leagues First Division: 1

Rochester Rhinos: 2001

### Nazionale
- Gold Cup: 1

2000